# Citrus taiwanica
Espèce
Citrus taiwanica parfois en français nanshô-daidai est un agrume sauvage endémique de Taïwan, classé en danger critique d'extinction et qui a été utilisé comme porte-greffe.

## Dénomination
Nanshô-daidai est le nom japonais ナンショウダイダイ (Nanshoudaidai), du chinois 南庄橙 (Nánzhuāng chéng), mandarine de Nanzhuang, canton de Taïwan où le japonais Yumoto Yataro l'a découverte. Il est connu des aborigènes et nommé katayoe par eux. Tanaka et Yaichi Shimada (1884-1971) le publient en 1926.
Citrus ×taiwanica Yu.Tanaka & Shimada est admis pourtant c'est à Tyōzaburō Tanaka présent à Taipei à cette époque qu'on doit la description et non à Yuichirō Tanaka qui n'était pas encore son assistant. Citrus taiwanica Tanaka & Shimada est correct : Yuichirō Tanaka l'écrit bien ainsi dans la Revue de botanique appliquée et d'agriculture coloniale (1933). Citrus nanshô-daidai est mentionné dans les documents européens.
Il est parfois classé bigarade d'où son nom de daidai (et aussi Citrus aurantium 'Taiwanica'). Noelle Barkley et al. lui donnent une part mandarine (40%) nettement plus élevée que les C. aurantium. On le trouve assimilé au Niihimé qui est beaucoup plus petit. On trouve encore le nom Citronnier de Taiwan en Suisse.

## Histoire

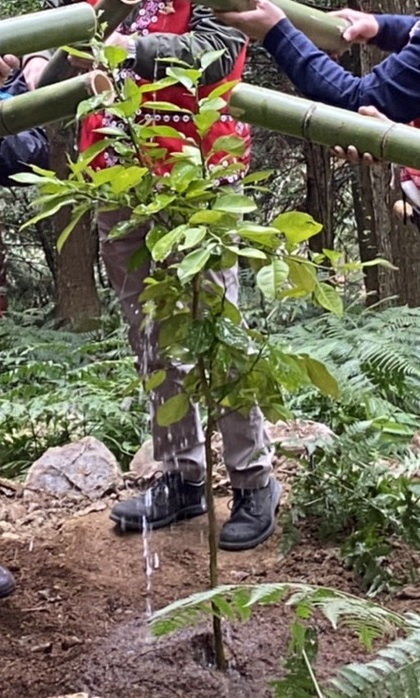
Replantation de C. taiwanica (2021)

Cet agrume à petit fruit fait partie des nombreux isolats de  spéciation allopatrique des mandarines primitives de la Chine (C. mangshanyeju  - montagnes de Nanling - décrit en 2021), (C. mangshanensis - Hunan) au Japon (Citrus ryukyuensis et sa descendance) aux Samoa et aux archipels mélanésiens (C. oxanthera). Tanaka en a décrit de nombreuses (1926, 1928) : C. latipes, C. polyandra (Papouasie), C. vitiensis (Iles Fidji) ; C. upoluensis (Samoa), C. coji, C. annamensis. Ces plantes sont pour la plupart de micro populations fragiles face aux changements environnementaux.
Depuis 2019, la plante disparue de son milieu d'origine est l'objet d'un plan de reforestation route forestière de Daping, dans la montagne Gari, canton de Nanzhuang, comté de Miaoli, en vue de sa sauvegarde : plantation de 30 plantes, puis jusqu'à plus de 1000 en 2022 ce qui en fait une plante sauvage cultivée. Le plan 南庄橙回家 (`Nánzhuāng chéng huí jiā') L'orange de Nanzhuang rentre à la maison associe le service forestier et  l'Université nationale Chung Hsing à l'ethnie Saisiyat.

## Utilisation
Le fruit décrit comme très acide et amère a une usage alimentaire local. Le plan de sauvetage comprend un projet d'utiliser les fruits transformés en confiture qui a remporté le prix du Concours mondial de marmelade d'agrumes en 2019, en condiment (poitrine de porc à l'orange Nanzhuang) et aussi la plantation comme arbre de rue (même s'il est très épineux et ne mesure que 4 m). Les feuilles sont ailées.
Au Japon, il est récolté de février à mars. Le fruit mesure 7 à 6 cm de diamètre, il est aplati, jaune, avec nombreuses graines d'environ 1,5 cm de longueur. Sa rusticité serait bonne.

### Porte-greffe
Lors des recherches sur les porte-greffes résistants au CTV C. taiwanica a été sélectionné aux côtés du citron Volkamer et du citrange 'Carrizo' (1988) pour l'orange Washington Navel, le rendement est bon avec l'orange sanguine Moro, très bon en parcelle irriguée avec l'orange Valencia où il induit une production plus précoce. En revanche comme porte-greffe du citron il engendre un mauvais rendement. C. taiwanica est moins sensible à la chlorose ferrique que C Volkameriana. Les essais conduits à La Réunion ont été publiés, en 1998, il s'est montré sensible à la pouriture des racines et mal adapté au climat local.

### Ethnomédecine
Nanshô-daidai était une plante utilisée dans la médecine locale.

### Écologie
International Union for conservation of nature and natural resources classe la plante En danger critique d'extinction.

## Huile essentielle
Les composants volatils dominants des feuilles fraîches sont le linalol (56 %) et le myrcène (7 %). Shu Yen Lin et al. donnent une analyse détaillée et comparative. Les modèles qualitatifs et quantitatifs des substances volatiles rapprochent C. taiwanica à la bigarade ce qui confirme le classement Tanaka dans la sous-section C. aurantium, à ceci près que les proportions d'aromatiques sont différentes: limonène ( 2 % contre 37 % chez la bigarade), acétate de linalyle ( 7 % contre 30 % chez la bigarade) et linalol ( 56 % contre 9 % chez la bigarade).
Le parfum est donné très floral.